# کامینا گورا (استان اوپوله)
کامینا گورا (به لهستانی: Kamienna Góra) یک منطقهٔ مسکونی در لهستان است که در گمینا اوتموخوو واقع شده‌است.